# Quan hệ Bulgaria – Trung Quốc
Quan hệ Bulgaria – Trung Quốc là mối quan hệ ngoại giao giữa Bulgaria và Trung Quốc. Cả hai nước đã thiết lập mối quan hệ ngoại giao vào ngày 4 tháng 10 năm 1949. Bulgaria có một đại sứ quán tại Bắc Kinh, Trung Quốc. Trung Quốc có một đại sứ quán tại Sofia, Bulgaria.

## Đại sứ quán và lãnh sự quán
- Tại Trung Quốc :
- Bắc Kinh ( Đại sứ quán )

- Tại Bulgaria :
- Sofia ( Đại sứ quán )